# Vertrag von Kalisch (1813)
Der Vertrag von Kalisch vom 28. Februar 1813 zwischen Preußen und Russland schuf die diplomatische Voraussetzung für den Beginn der Befreiungskriege, die zum Ende der Herrschaft Napoleons führen sollten. Preußen wechselte auf die Seite Russlands nach Napoleons gescheitertem Russlandfeldzug im Jahr zuvor.
Dem Bündnis vorausgegangen war die Konvention von Tauroggen, mit der am 30. Dezember 1812 der Kriegszustand zwischen Preußen und Russland beendet wurde. In einem Rescript an seinen Unterhändler Paulucci hatte Zar Alexander I. bereits am 6.jul. / 18. Dezembergreg. seine Absicht geäußert, ein Bündnis mit Preußen gegen Frankreich eingehen zu wollen.
Im russischen Hauptquartier in Kalisch, im von Russland eroberten Herzogtum Warschau, schlossen Preußen und Russland einen Friedens-, Freundschafts- und Bündnisvertrag. Preußen beendete öffentlich das ihm im Mai 1812 von Napoleon aufgezwungene Bündnis gegen Russland. Auf Seiten Preußens überbrachte Oberst Karl Friedrich von dem Knesebeck – er stieg kurz danach zum Generaladjutanten des preußischen Königs Friedrich Wilhelm III. auf – den preußischen Entwurf. Dieser sah die Wiederherstellung Preußens in den Grenzen von 1806 sowie weiteren Gebietszuwachs für Preußen im norddeutschen Raum vor. Aus Kalisch berichtete in militärischen Angelegenheiten an die preußische Regierung der Generalmajor Gerhard von Scharnhorst.
Der dann maßgebliche russische Vorschlag wurde wesentlich von dem in Russland im Exil am Zarenhof wirkenden Freiherrn vom Stein mitbestimmt. Dieser garantierte in zwei geheimen Artikeln die Wiederherstellung Preußens in den „statistischen, geographischen und finanziellen“ Verhältnissen von 1806 sowie territoriale Abrundungen. Preußen musste auf das Territorium des Herzogtums Warschau verzichten. Eine Verbindung zwischen dem „alten“ Preußen und Schlesien wurde jedoch zugestanden – gemeint war dabei nicht die schon bestehende Verbindung über Pommern und die Neumark, sondern die Abtretung eines Teils von Großpolen, nämlich des späteren Großherzogtums Posen. Auch sollte Preußen seine Besitzungen in Norddeutschland mit Ausnahme des früheren Kurfürstentums Hannover zurückerhalten. Der Wiener Kongress orientierte sich im Prinzip im Jahre 1815 an diesen territorialen Vorgaben.
Russland verpflichtete sich, gegen Frankreich eine Armee von 150.000 Mann aufzustellen. Preußen sagte 80.000 Mann zu. Der Vertrag wurde am 27. Februar 1813 in Breslau und einen Tag später in Kalisch endgültig unterzeichnet. Preußen erklärte am 16. März 1813 Frankreich den Krieg.
Weil die französische Sprache die Sprache der Diplomatie zu dieser Zeit war, wurde der Vertrag, obwohl er gegen Frankreich gerichtet war, auf Französisch verfasst.